# Prickig grönling
Prickig grönling (Gastromyzon punctulatus), även prickig Kinapleco och Borneo sucker, är en fisk i familjen grönlingsfiskar som lever endemiskt på ön Borneo, i Brunei, Indonesien såväl som Malaysia. Den blir 6,5 centimeter lång. Som de flesta andra arter i släktet Gastromyzon förekommer den främst i kraftigt strömmande vatten, och har en sugplatta under buken med vars hjälp den kan hålla sig kvar vid underlaget även i mycket strida vattenströmmar.
Den är relativt vanligt som akvariefisk, och då uppskattad som algätare.